# Ministeri de Territori i Habitatge d'Andorra
El Ministeri de Territori i Habitatge és un dels departaments ministerials del Govern d'Andorra. Té competències en matèria general de territori, conservació, explotació i gestió de carreteres, urbanisme, obra pública i habitatge. La seva missió és garantir que el territori del Principat tingui unes infraestructures actualitzades i adequades així com construir-ne de noves. El titular actual és Víctor Filloy.

## L'actual ministre, Víctor Filloy
Víctor Filloy Franco encapçala el Ministeri de Territori i Habitatge. Titulat en Administració d’empreses, ha estat el director gerent de l’Associació de Contractistes d’Obres d’Andorra, la d’Importadors i Exportadors de Mercaderies Industrials, la de Transportistes de Mercaderies i Carburants o la de Gestors de Residus, entre d'altres. Anteriorment havia estat el cap de Voluntariat als Jocs dels Petits Estats d’Andorra 2005 i prèviament, director de Socors i Voluntariat de la Creu Roja Andorrana. Va rebre el premi del Comitè Olímpic Internacional en reconeixement de la lluita contra el dopatge en l’àmbit de l’Esport. Ha estat ministre d'Afers Socials, Habitatge i Joventut entre el 2019 i el 2021 i, abans, havia ocupat el càrrec de coordinador de Cooperació Internacional i Ajuda al Desenvolupament del ministeri d'Afers Exteriors, i secretari d’Estat d’Esports, Joventut i Voluntariat.

## Llista de ministres de Territori
Durant la cinquena legislatura, el ministre Vicenç Alay Ferrer va ser ministre d'Ordenament Territorial, Medi Ambient i Agricultura.
El dia 8 de juny del 2010 s'aprovà una remodelació de govern que comportà:
- El canvi de denominació del Ministre d'Ordenament Territorial, Medi Ambient i Agricultura, que passà a anomenar-se Ministre de Medi Ambient i Agricultura, d'aquest ministeri se n'ocupà Vicenç Alay Ferrer.
- El nomenament de Gerard Bàrcia i Duedra com a Ministre d'Ordenament Territorial.

Durant la vuitena legislatura, el 19 de maig del 2021, el cap de Govern, Xavier Espot, decreta la reestructuració del Consell de Ministres. Un fet que implica noves denominacions i àmbits competencials de les diferents carteres ministerials. Així, el Ministeri d'Ordenament Territorial passa a denominar-se Ministeri de Territori i Habitatge, assumint també competències en l'àmbit de l'habitatge.
| Legislatura                                                                | Nom                                                      | Nom                                                      | Inici mandat                                             | Fi mandat                                                | Partit polític                                           | Partit polític                                           |
| Ministeri d'Ordenament Territorial i Medi Ambient (1994)                   | Ministeri d'Ordenament Territorial i Medi Ambient (1994) | Ministeri d'Ordenament Territorial i Medi Ambient (1994) | Ministeri d'Ordenament Territorial i Medi Ambient (1994) | Ministeri d'Ordenament Territorial i Medi Ambient (1994) | Ministeri d'Ordenament Territorial i Medi Ambient (1994) | Ministeri d'Ordenament Territorial i Medi Ambient (1994) |
| -------------------------------------------------------------------------- | -------------------------------------------------------- | -------------------------------------------------------- | -------------------------------------------------------- | -------------------------------------------------------- | -------------------------------------------------------- | -------------------------------------------------------- |
| I                                                                          |                                                          | Jordi Mas Torres                                         | 1r de febrer de 1994                                     | 22 de desembre de 1994                                   |                                                          | Agrupament Nacional Democràtic                           |
| Ministeri d'Ordenament Territorial (1995-2005)                             |                                                          |                                                          |                                                          |                                                          |                                                          |                                                          |
| I                                                                          |                                                          | Lluís Montanya Tarrés                                    | 12 de gener de 1995                                      | 1r d'abril de 1997                                       |                                                          | Partit Liberal d'Andorra                                 |
| II                                                                         |                                                          | Josep Garrallà Rossell                                   | 1r d'abril de 1997                                       | 12 d'abril de 2001                                       |                                                          | Partit Liberal d'Andorra                                 |
| III                                                                        |                                                          | Jordi Serra Malleu                                       | 12 d'abril de 2001                                       | 7 de juny de 2005                                        |                                                          | Partit Liberal d'Andorra                                 |
| Ministeri d'Urbanisme i Ordenament Territorial (2005-2009)                 |                                                          |                                                          |                                                          |                                                          |                                                          |                                                          |
| IV                                                                         |                                                          | Manel Pons Pifarré                                       | 8 de juny de 2005                                        | 8 de maig de 2007                                        |                                                          | Partit Liberal d'Andorra                                 |
| IV                                                                         |                                                          | Xavier Jordana Rossell                                   | 8 de maig de 2007                                        | 29 de maig de 2009                                       |                                                          | Partit Liberal d'Andorra                                 |
| Ministeri d'Ordenament Territorial, Medi Ambient i Agricultura (2009-2010) |                                                          |                                                          |                                                          |                                                          |                                                          |                                                          |
| V                                                                          |                                                          | Vicenç Alay Ferrer                                       | 8 de juny de 2009                                        | 19 de març de 2010                                       |                                                          | Partit Socialdemòcrata                                   |
| Ministeri d'Ordenament Territorial (2010-actualitat)                       |                                                          |                                                          |                                                          |                                                          |                                                          |                                                          |
| V                                                                          |                                                          | Gerard Bàrcia Duedra                                     | 19 de març de 2010                                       | 13 de maig de 2011                                       |                                                          | Partit Socialdemòcrata                                   |
| VI                                                                         |                                                          | Jordi Alcobé Font                                        | 13 de maig de 2011                                       | 9 de gener de 2013                                       |                                                          | Demòcrates per Andorra                                   |
| VII                                                                        |                                                          | Jordi Torres Falcó                                       | 9 de gener de 2013                                       | 20 de maig del 2021                                      |                                                          | Demòcrates per Andorra                                   |
| VIII                                                                       |                                                          | Jordi Torres Falcó                                       | 9 de gener de 2013                                       | 20 de maig del 2021                                      |                                                          | Demòcrates per Andorra                                   |
| Ministeri de Territori i Habitatge (2021-actualitat)                       |                                                          |                                                          |                                                          |                                                          |                                                          |                                                          |
| VIII                                                                       |                                                          | Víctor Filloy Franco                                     | 20 de maig del 2021                                      | actualitat                                               |                                                          | Liberals d'Andorra                                       |